# E1 (VHC)

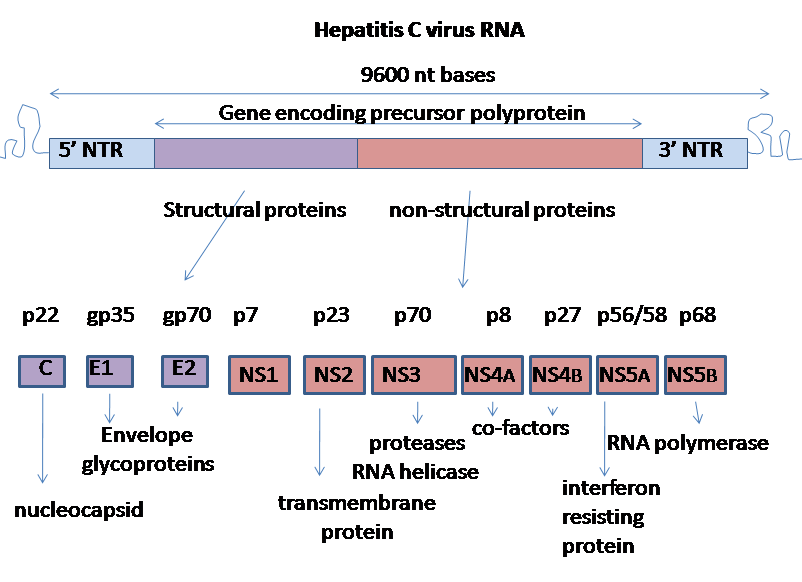
HCV genoma

E1 (virus hepatitis C) es una proteína estructural viral en la hepatitis C.